# Kelley Hurley
Kelley Anne Hurley (4 kwietnia 1988 w Houston) – amerykańska szpadzistka, brązowa medalistka olimpijska i mistrzyni świata.
Podczas igrzysk olimpijskich w Pekinie w 2008 roku zajęła 20. miejsce w zawodach indywidualnych. Na rozgrywanych cztery lata później igrzyskach olimpijskich w Londynie reprezentacja USA w składzie: Maya Lawrence, Kelley Hurley, jej siostra Courtney Hurley i Susie Scanlan zdobyła brązowy medal. Na igrzyskach olimpijskich w Rio de Janeiro zajęła 5. miejsce drużynowo i 24. miejsce indywidualnie. Brała też udział w igrzyskach olimpijskich w Tokio, gdzie zajęła 5. miejsce w zawodach drużynowych i 12. w indywidualnych.
Podczas mistrzostw świata w Wuxi w 2018 roku wspólnie z Katharine Holmes, Courtney Hurley i Amandą Sirico zwyciężyła w zawodach drużynowych. 
Ponadto zdobyła srebrny medal drużynowo na igrzyskach panamerykańskich w Santo Domingo (2003) oraz złote indywidualnie i drużynowo podczas igrzysk panamerykańskich w Guadalajarze (2011). 
Wielokrotnie zdobywała medale mistrzostw panamerykańskich, w tym złote indywidualnie na MP w Reno (2011), MP w Panamie (2016), MP w Montrealu (2017), MP w Hawanie (2018) i MP w Toronto (2019) oraz drużynowo na MP w San Salvador (2009), MP w Reno (2011), MP w Cancún (2012), MP w Cartagenie (2013), MP w San José (2014), MP w Santiago (2015), MP w Montrealu (2017) i MP w Hawanie (2018).